# Jean-Charles Marie Descubes

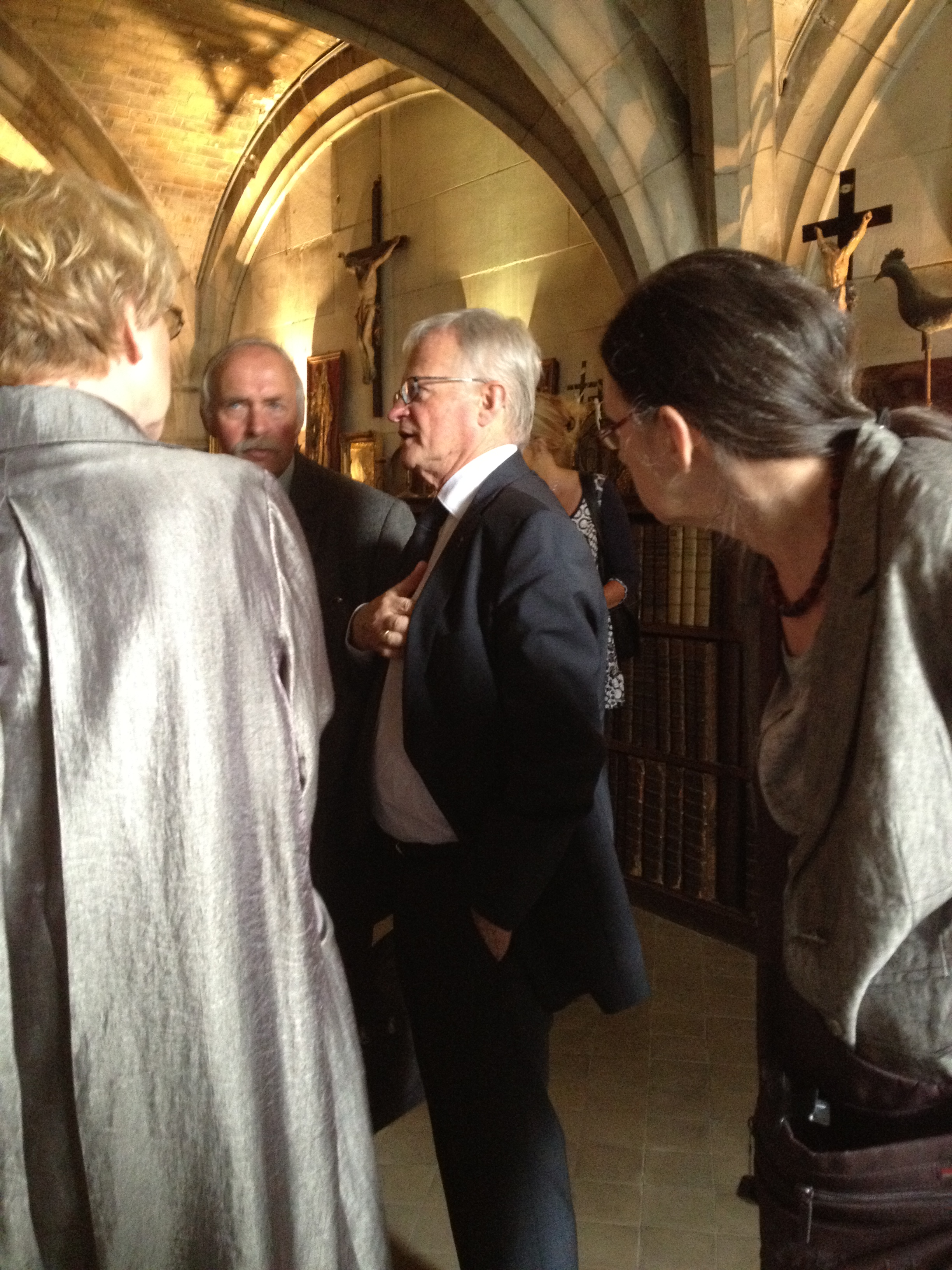
Jean-Charles Descubes 2012

Primaswappen von Jean-Charles Descubes

Jean-Charles Marie Descubes (* 7. Februar 1940 in Tonnay-Charente) ist ein römisch-katholischer Geistlicher und emeritierter Erzbischof von Rouen und ehemaligerPrimas der Normandie.

## Leben
Er wurde geboren als Sohn des Rechtsanwaltes Robert Descubes und dessen Ehefrau Marie Demeunynck, Konservatorin im Marinearchiv. Nach einem Studium der Theologie in Angers und Paris empfing Jean-Charles Marie Descubes am 3. Juli 1965 die Priesterweihe und arbeitete anschließend bis 1980 als Seelsorger in La Rochelle. Von 1973 bis 1989 war er verantwortlich für die Priesterausbildung und die theologische Fortbildung von Laien im Bistum La Rochelle, von 1983 bis 1989 war er zudem Sekretär des landesweiten französischen Büros für die Priesterausbildung. Er wurde 1989 Generalvikar im Bistum La Rochelle et Saintes, was er bis zu seiner Berufung zum Bischof blieb.
Papst Johannes Paul II. ernannte ihn am 13. Dezember 1996 zum Bischof von Agen. Der Erzbischof von Bordeaux, Pierre Étienne Louis Kardinal Eyt, spendete ihm am 9. März des folgenden Jahres die Bischofsweihe; Mitkonsekratoren waren Jacques David, Bischof von Évreux, und Sabin-Marie Saint-Gaudens, Altbischof von Agen. Sein Wahlspruch lautet In libertatem vocati.
Papst Johannes Paul II. ernannte ihn am 25. März 2004 zum Erzbischof von Rouen.
Am 10. Juli 2015 nahm Papst Franziskus seinen altersbedingten Rücktritt an.

## Ehrungen
- Ritter der Ehrenlegion (14. Juli 2015)